# Nonneseter kloster, Oslo
Nonneseter Kloster i Oslo i Norge var ett nunnekloster av benediktinerorden, verksamt från cirka 1150 till 1500-tal. 

## Historik
Klostret var det andra klostret som grundades i Oslo-trakten, efter cisterciensklostret Hovedøya kloster på Hovedøya i Oslofjorden. Det grundades omedelbart norr om Medeltidsstaden på norra sidan av Hovinbekken, nära dess utflöde i Oslofjorden.
Det omtalas första gången 1161, men grundades troligen före 1150. Klostret blev mycket rikt genom flera abbedissor ur den norska aristokratin med kontakter inom landets härskande klass. 
Kanske på grund av sina kontakter behandlades klostret milt under reformationen. Klostret egendom konfiskerades år 1547, men dess medlemmar tilläts bo kvar i byggnaderna på livstid. Det är okänt när den sista nunnan avled, men nunnorna förmodas ha bott kvar till 1500-talets slut. Den sista abbedissan nämns år 1544. År 1553 nämns att nunnorna ännu bodde kvar.
Efter de sista nunnornas död började byggnaderna förfalla. De var fallfärdiga när de revs år 1616. 
Det finns inga rester kvar av klostret idag. Det anses ha legat alldeles nordost om korsningen Schweigaards gate/Grønlandsleiret–Oslo gate, där det nu finns flerbostadshus.

## Fiktion
I Sigrid Undsets roman Kristin Lavransdatter, bodde Kristin i Nonneseter kloster 1318-1319. 

## Abbedissor
Klostrets föreståndare är ofullkomligt kända:
- Gro (Groa), nämnd som abbedissa 1299 och 1336.
- Gunnhild, nämnd 1334.
- Elin, nämnd 1336 och 1347.
- Thora, nämnd 1351.
- Sigrid, nämnd 1357 och 1360.
- Margreta, nämnd 1388/1389.
- Gudrun Amundsdatter, nämnd 1389/1390.
- Katarine, nämnd 1418-1439.
- Eilin Jonsdatter, nämnd 1459-1476.
- Ingrid Bjørnsdatter, nämnd 1485- 1500.
- Margrete Nilsdatter nämnd mellan 1510 - 1520.
- Karen Eriksdatter, nämnd 1530- 1537.
- Elen Halvardsdatter, nämnd 1544.